# Баляев, Борис Васильевич
Борис Васильевич Баляев (род. 23 февраля 1933, Москва) — советский легкоатлет, специалист по толканию ядра. Выступал за сборную СССР по лёгкой атлетике в 1950-х годах, призёр первенств всесоюзного значения, участник летних Олимпийских игр в Мельбурне. Представлял Москву и спортивное общество «Медик». Мастер спорта СССР (1955).

## Биография
Родился 23 февраля 1933 года в Москве.
Занимался лёгкой атлетикой в Москве, состоял в добровольном спортивном обществе «Медик».
Впервые заявил о себе на всесоюзном уровне в сезоне 1954 года, когда в толкании ядра выиграл бронзовую медаль на чемпионате СССР в Киеве.
В августе 1956 года стал бронзовым призёром на чемпионате страны в рамках Первой летней Спартакиады народов СССР в Москве, тогда как в октябре на соревнованиях в Ташкенте установил свой личный рекорд — 17,44 метра (с этим результатом занял восьмое место в мировом рейтинге толкателей ядра). Благодаря череде удачных выступлений удостоился права защищать честь страны на летних Олимпийских играх в Мельбурне — в финале толкнул ядро на 16,96 метра, расположившись в итоговом протоколе соревнований на пятой строке.